# 델버트 맨
델버트 맨(영어: Delbert Martin Mann, Jr., 영어 발음: /ˈmæn/ 1920년 1월 30일 ~ 2007년 11월 11일)은 미국의 영화 감독이다. 캔자스시티 로렌스 출신. 테네시주에 위치한 밴더빌트 대학교를 졸업했다. 그 후 공군에 입대하여 제2차 세계 대전에서 B-24 리버레이터 폭격기 파일럿으로 참전하였으며 전역 후 예일 드라마 학교에서 무대 연출등을 전공하였다. NBC 방송국의 프로듀서였던 친구 프레드 코의 소개로 TV 드라마의 감독을 데뷔하게 된다. 1953년에 자신이 TV드라마로 연출했던 '마티'를 1955년 영화로 재탄생시켰고, 이 작품으로 아카데미 감독상과 칸 영화제 황금종려상을 수상하였다. 1967년부터 1971년까지 전미 감독 협회 회장을 지냈고, 2007년 11월 11일 폐렴으로 타계하였다.

## 작품
연출
- 1955 《마티》
- 1957 《총각 파티》
- 1958 《애수의 여로》
- 1958 《느릅나무 그늘의 욕망》
- 1959 《미드 오브 나잇》
- 1960 《다크 앳 더 탑 오브 더 스테어스》
- 1961 《아웃사이더》
- 1961 《연인이여 돌아오라》
- 1962 《댓 터치 오브 밍크》
- 1963 《개더링 오브 이글스》
- 1964 《디어 하트》
- 1964 《퀵 비포 잇 멜스》
- 1966 《미스터 버드윙》
- 1967 《피츠윌리》
- 1968 《더 핑크정글》
- 1970 《제인 에어》
- 1970 《데이빗 코퍼필드》
- 1971 《키드넵》
- 1976 《버치 인터벌》
- 1978 《홈 투 스테이》
- 1979 《서부 전선 이상 없다》
- 1982 《심야의 탈출》
- 1983 《브론테》
- 1983 《사랑의 선물》
- 1984 《러브 리즈 더 웨이: 어 트루 스토리》
- 1986 《최후의 패튼》
- 1991 《철갑선 매르맥크호》
- 1994 《릴리의 선택》
- 1994 《숨겨진 비밀》